# 'Ndrina Accorinti
Gli Accorinti sono una 'ndrina di Briatico, Tropea e Zungri, in provincia di Vibo Valentia, la cui esistenza viene accertata giuridicamente per la prima volta ad agosto 2020 a valle del processo che porta l'omonimo nome dell'operazione Costa pulita del 2016. 
Gli accorinti hanno legami con la 'ndrina dei Giampà di Lamezia Terme e i Mancuso.

## Storia

### Anni '90 - Traffici di eroina
Secondo il pentito Servello gli Accorinti sarebbero in rapporto con i Tripodi di Vibo Valentia sin dagli anni '90 per spaccio di eroina ed in particolare tra Antonio Tripodi e Ambrogio Accorinti.

### Anni 2000 - La possibile faida tra Accorinti e Mancuso
A partire dal 2003 con l'omicidio di Raffaele Fiammingo, vicino agli Accorinti e il ferimento di Francesco Mancuso, alias Tabacco, gli Accorinti stavano preparando a Roma una ritorsione contro Michele Mancuso, ed in particolare Giuseppe Accorinti con l'aiuto del boss di Serra San Bruno Damiano Vallelonga ma tutto si bloccò ancora per motivi non noti.

### Anni 2010 - Operazione Costa pulita e la minaccia dei Soriano
Nell'operazione Costa pulita del 2016 Giuseppe Giampà, figlio di Francesco e appartenenti all'omonima 'ndrina confessa l'esistenza della cosca degli Accorinti a Briatico e dei rapporti tenuti con essa da Vincenzo Giampà. Il 31 luglio 2018 viene condannato a 12 anni di carcere per associazione mafiosa, minacce, tentata estersione, detenzione illegale di armi e danneggiamenti Antonio Accorinti, figlio del boss Antonino ed altre 5 persone e con il divieto di dimora nel comune di Briatico.
Il 6 marzo 2018 i carabinieri di Vibo Valentia con l'operazione Nemea arrestano a Filandari presunti elementi dei Soriano da cui emerge il voler eliminare il boss Giuseppe Accorinti in quanto residente a Filandari, area di predominio dei Soriano.
L'11 aprile 2018 si conclude l'operazione Roba di famiglia che arresta 16 persone intranee al locale di Zungri (anche a Nerviano nel milanese) e mette fine allo spaccio di stupefacenti sulla costa vibonese.
Il 5 agosto 2018 a Zungri viene interrotta la processione del quadro della Madonna di Maria S.S. della neve in quanto tra i portatori figurava Giuseppe Accorinti.

### Anni 2020
A conclusione del processo Costa pulita viene decretata l'esistenza della 'ndrina. Vengono condannati per corruzione elettorale due ex sindaci di Briatico.

## Esponenti di rilievo
- Giuseppe Accorinti (1959), detto Peppone, presunto capobastone di Zungri[9], in carcere per l'omicidio di Raffaele Fiamingo[10].
- Ambrogio Accorinti, fratello di Giuseppe.
- Renato Accorinti
- Antonino Accorinti (1956), arrestato il 26 aprile 2016 e condannato a 14 anni e 8 mesi di carcere, sarebbe vicino a Pasquale Cosmo Mancuso e a Pantaleone Mancuso[11].
- Angelo Accorinti, nipote di Giuseppe, arrestato l'11 aprile 2018 nell'operazione Roba di Famiglia, viene tradotto nel carcere di Avellino per poi essere rilasciato il 7 ottobre 2019 con obbligo di dimora nel comune di residenza. Viene poi accusato del reato di associazione mafiosa, ricettazione e pascolo abusivo nell'operazione Rinascita-Scott del 19 dicembre 2019 in quanto teneva in contatto gli affiliati, viene denunciato ad agosto 2020 per aver usufruito del reddito di cittadinanza senza averne diritto[12].